# 슬라이드셰어

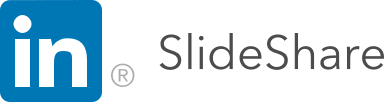

링크트인 슬라이드셰어(LinkedIn SlideShare)는 웹 2.0 기반의 슬라이드 호스팅 서비스이다. 사용자들은 비공개 또는 공개로 마이크로소프트 파워포인트, PDF, 키노트, 오픈도큐먼트 등의 파일 형식을 업로드할 수 있다. 업로드한 슬라이드 덱은 슬라이드셰어 사이트 외에도 모바일 기기나 다른 사이트(임베딩 형태)에서도 볼 수 있다. 2006년 10월 4일 론칭했고, 유튜브와 유사하지만 다루는 내용이 슬라이드란 점이 다르다. 2012년 링크트인이 인수했다. 처음에 슬라이드셰어 사이트는 기업 고용자 사이에서 슬라이드를 더 쉽게 공유하기 위함이 목적이었다. 이후 규모가 커지며 단순한 재미를 위해 업로드되는 슬라이드도 많아졌다. 슬라이드 호스팅 서비스가 주 업무이긴 하지만, 문서, PDF, 비디오, 웨비나도 지원한다. 슬라이드셰어는 사용자들이 평점을 매기고 코멘트를 남기거나 업로드한 내용을 공유하는 기능도 제공한다.
월간 순 방문자 수는 7천만 명으로 추산되며, 등록 회원 수는 약 380만 명이다. 2010년 교육 및 이러닝 분야 세계 10대 도구 중 하나로 선정되기도 했다.
주요 경쟁사로는 Scribd.com, Issuu, Docstoc가 있다.
슬라이드셰어 사용자 중에는 백악관, 미국 항공우주국, 세계 경제 포럼, 유타 주, 오라일리 미디어, 휴렛 팩커드, IBM도 있다.

## 역사
슬라이드셰어는 2006년 10월 4일 공식적으로 론칭했다. 최고경영자이자 공동창업자인 라슈미 신하(Rashmi Sinha)가 파트너십 및 제품 전략도 담당한다. 그녀는 패스트컴퍼니(FastCompany)가 선정한 '웹 2.0 시대 세계에서 가장 영향력 있는 10대 여성' 중 한 명으로 꼽히기도 했다.
조너선 부텔(Jonathan Boutelle)은 슬라이드셰어의 최고기술책임자로서 이 서비스를 탄생시킨 아이디어를 제안했던 사람이고, 사이트의 최초 버전을 만들었다. 아밋 란잔(Amit Ranjan)은 최고운영책임자이고, 인도 개발팀의 수장으로서 제품 관리, 콘텐츠, 커뮤니티에 주력한다.
2012년 5월 3일, 슬라이드셰어는 링크트인에 인수된다고 발표했다.
거래 금액은 1억 1875천만 달러로 알려졌다.
2013년, 시작페이지에 더 큰 이미지가 나오게 하는 등 시각적 변화를 주며 사이트를 리뉴얼했다.

## 집캐스트
2011년 2월, 집캐스트(Zipcast)라는 기능을 추가했다. 집캐스트는 소셜 웹 콘퍼런스 시스템으로서 발표자들이 오디오/비디오 피드를 인터넷으로 방송할 수 있게 해준다. 또한 대화 기능을 내장하여 사용자들이 발표 도중에 의사소통할 수도 있다.
집캐스트는 현재는 발표자와의 화면 공유를 지원하지 않는다. WebEx나 GoToMeeting 같은 경쟁 유료 서비스는 이 기능을 지원한다. 또한, 집캐스트를 이용하는 발표자는 시청자가 슬라이드 앞뒤로 탐색할 수 있도록 발표의 흐름을 제어할 수 없다.